# ドブムナトゲユスリカ
ドブムナトゲユスリカ（学名：Limnophyes tamakitanaides）は、ハエ目（双翅目）・ユスリカ科に属する昆虫である。

## 分布
日本（本州、四国、九州）に分布する。

## 特徴
体長約2.5mm。体色は近縁種のコムナトゲユスリカ（Limnophyes minmus）やヤリガタムナトゲユスリカ（Limnophyes pentaplastus）よりも黒っぽい。楯板基部に葉状の刺毛が20本前後ある。同属のユスリカと同様に、触覚鞭節は10～13分環節よりなる。触角比は0.80。

## 名称
属名のLimnophyesは「沼沢+美しい姿態の」という意味。ドブムナトゲユスリカの種小名は非常にユニークで、「多摩汚いです」という日本語のローマ字表記をギリシア語の接尾辞風に綴ったものである。これは多摩川の汚い部分に生息していることに由来する。この学名は日本の衛生動物学者である佐々学によって命名され、彼は他にも172種ものユスリカを命名している。ドブムナトゲユスリカと似たようなネーミングの学名を持つユスリカとして、Limnophyes tamakireides（「多摩綺麗です」）やLimnophyes tamakiyoides（「多摩清いです」）がいる。